# Acidofilní bučina

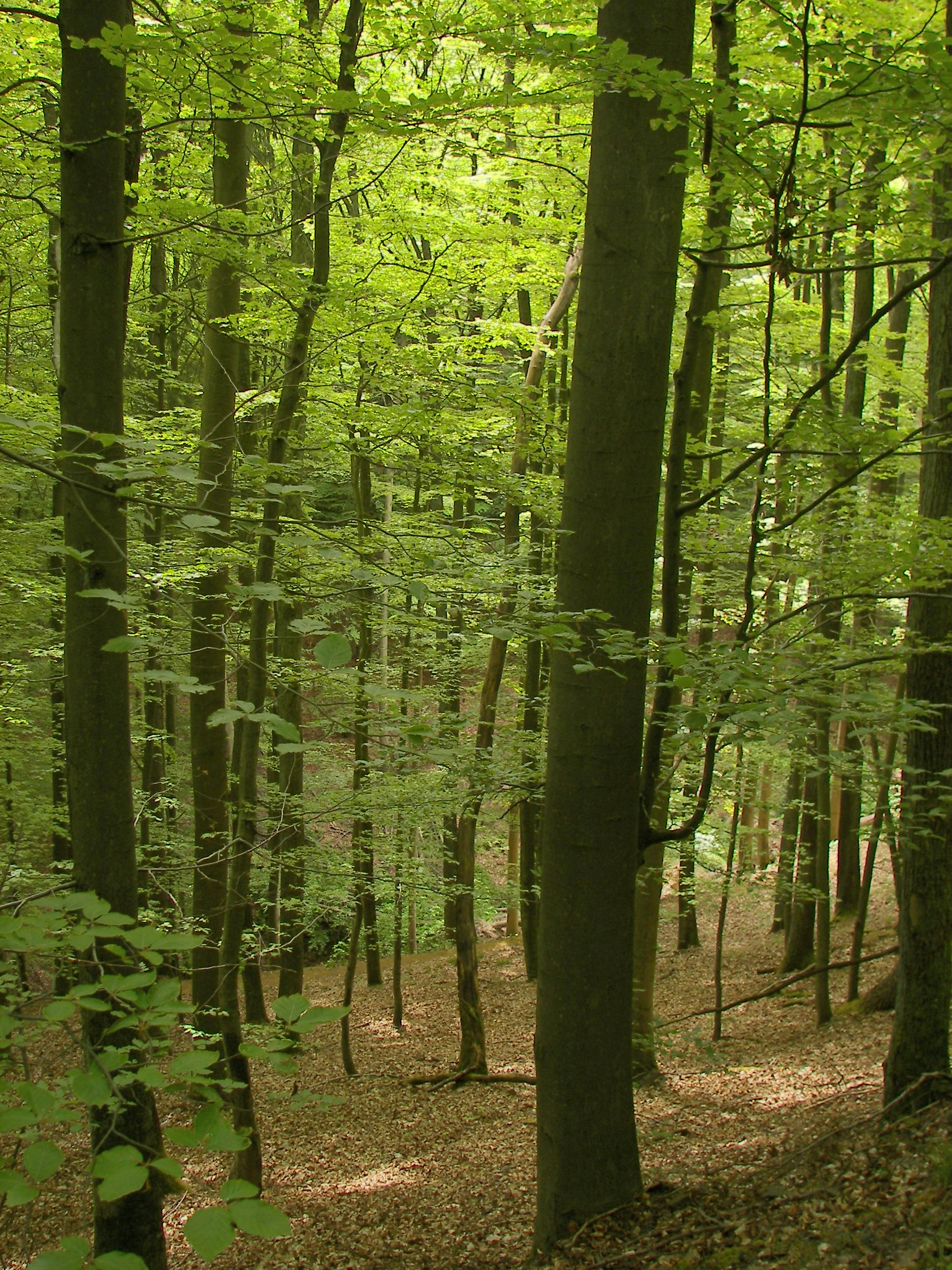
Acidofilní bučina (Německo, Salzkopf)

Acidofilní bučina (též kyselá bučina) je lesní biotop s převahou buku, nejčastější druh bučin. Název pochází ze skutečnosti, že se vyskytují na kyselých půdách (viz heslo acidofil). Mnohé jsou (například v České republice) legislativně chráněny jako hodnotné porosty.

## Klasifikace

### Jednotlivé systémy
- Označení dle systému Physis: 041.11 Medio-European acidophilous beech forests
- Označení dle systému EUNIS: G1.61 Medio-European acidophilous [Fagus] forests
- Syntaxon: svaz Luzulo-Fagion
- Kód v soustavě Natura 2000: 9110
- Vegetační stupeň podle lesnické typologie: 4 až 6
- Nadmořská výška výskytu v ČR: 500 až 1000 m n. m.

### Hierarchie
- L lesy
  - L5 Bučiny (Beech forests)
    - L5.4 Acidofilní bučiny (Acidophilous beech forests)

## Popis biotopu

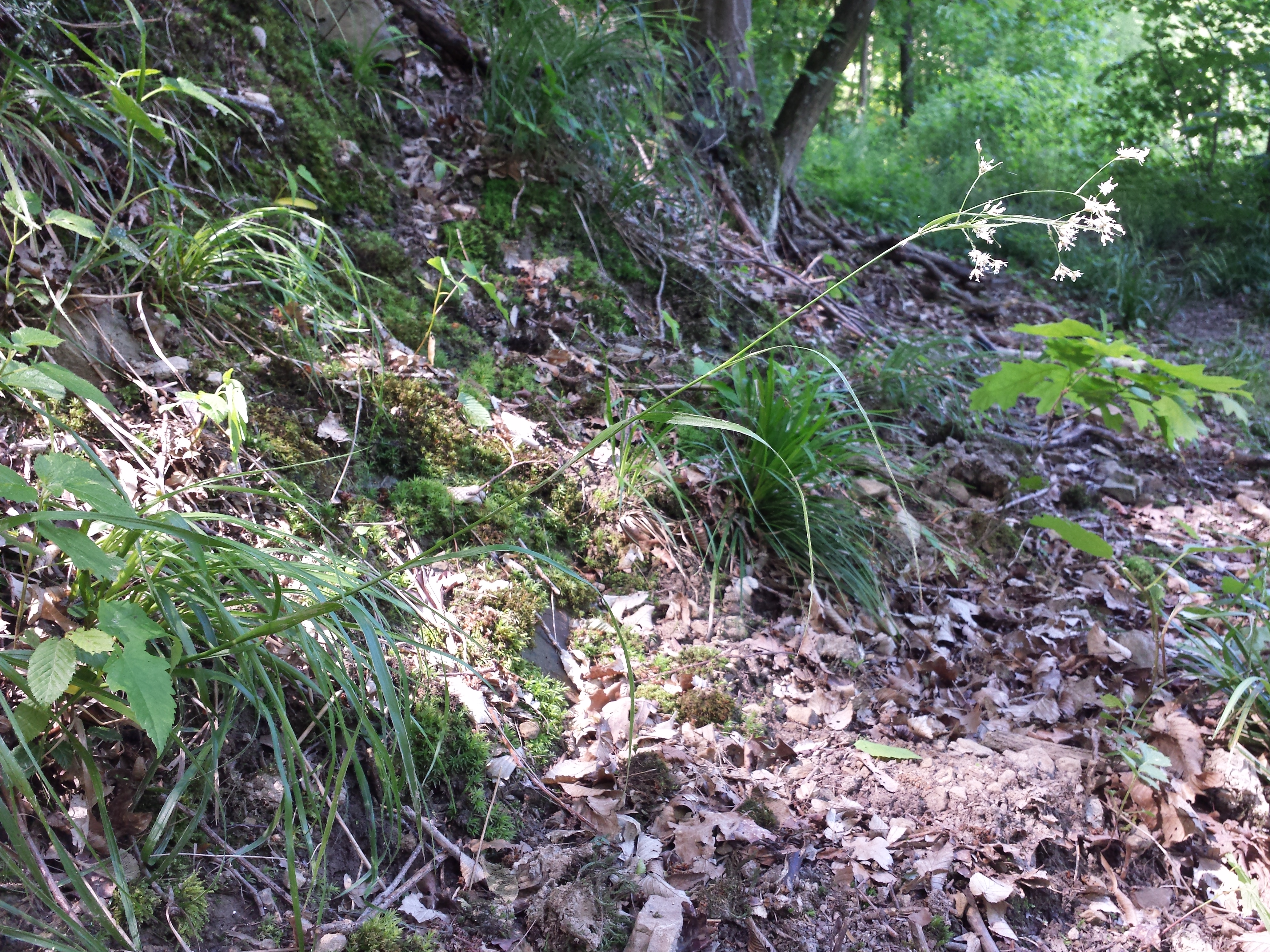
Bika hajní - typická bylina druhově chudých bučin

Kyselé bučiny jsou druhově chudé biotopy, dělící se na tři základní typy:
- "nahá bučina" (tzv. Fagetum nudum) – prakticky bez bylinného patra, může se jednat o sukcesní nebo antropogenně podmíněné stadium kteréhokoliv jiného typu bučiny, většinou lze poznat jen dle fyzikálně-chemického rozboru půdy
- "biková bučina" (asociace Luzulo-Fagetum) – v bylinném patře dominují tzv. graminoidy (biky, ostřice a trávy)
- "kapradinová bučina" (asociace Dryopterido dilatatae-Fagetum) s dominancí kapradin

Do svazu Luzulo-Fagion je dále řazen podsvaz Galio-Abietenion, někdy považovaný za samostatný svaz. Ten je rovněž součástí biotopu L5.4, ovšem v lesnické a geobotanické praxi bývá vydělován jako samostatný biotop – acidofilní jedlina. Od kyselých bučin se liší především dominancí jedle bělokoré ve stromovém patře, buk lesní často dokonce chybí. Acidofilní jedliny jsou typické pro prudké svahy středních poloh, málokdy vystupují nad 700 m n. m.

### Stromové patro
Ve stromovém patře dominuje buk lesní, doprovází ho smrk ztepilý, jehož podíl roste s nadmořskou výškou. Kyselé bučiny v nadmořských výškách 1 000 m n. m. přecházejí v smrkové bučiny a třtinové smrčiny, přechody jsou vesměs neostré. Z dalších dřevin v kyselých bučinách lze nalézt jedli bělokorou, na skalních výchozech pak javor klen nebo dokonce borovici lesní a lípu srdčitou.

### Keřové patro
Keřové patro většinou vůbec není vyvinuto. Pokud existuje, je tvořeno výhradně zmlazujícími dřevinami stromového patra, výjimečně se může vyskytnout líska obecná.

### Bylinné patro

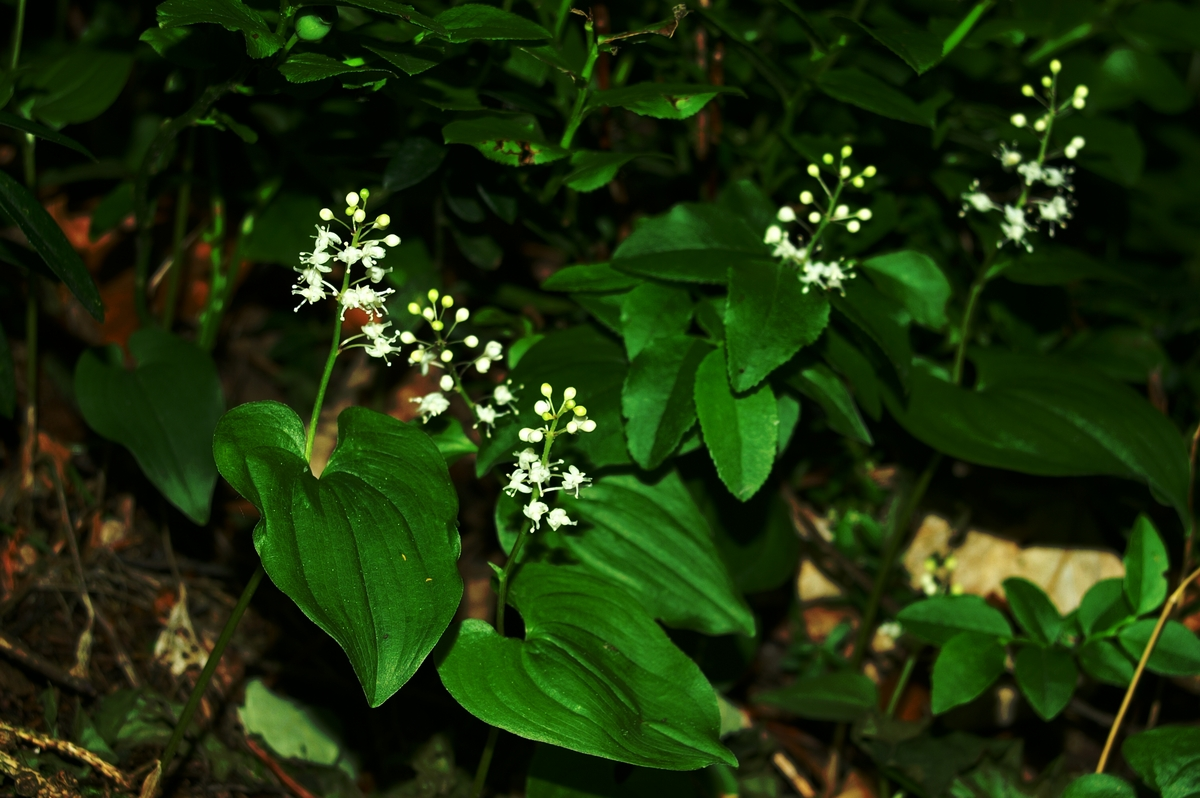
Pstroček dvoulistý - lesní acidofilní bylina

Bylinné patro má velmi nízkou diverzitu. Jen výjimečně počet druhů přesahuje deset, obvyklé jsou tři až čtyři druhy. Celková pokryvnost bylinného patra nepřekračuje zpravidla 20 %. Kyselé bučiny jsou považovány za nejchudší biotopy, což je dáno především mělkým substrátem s nízkým pH a pomalu se rozkládajícím bukovým listím. Bukové listí se může rozkládat až tři roky, což značně zpomaluje klíčení rostlin. Je tu totiž nízké množství záření na povrchu půdy, a to i brzy zjara, kdy se v květnatých bučinách objevuje hájová květena.
V nahých bučinách je bylinné patro tvořeno zpravidla jen zmlazujícím bukem. Bikové bučiny pak obsahují především kyselomilné (acidofilní) druhy, které mohou růst i v různých typech smrčin. Dominantními druhy jsou: metlička křivolaká, bika hajní, brusnice borůvka, v kapradinových smrčinách pak především papratka samice, kapraď samec, kapraď osténkatá a pstroček dvoulistý. V humóznějších bučinách se mohou řídce vyskytnout i některé odolnější hájové druhy, jako pitulník, šťavel kyselý nebo sasanka hajní. Rozvoj mechového patra je odvislý od vlhkosti prostředí.

## Výskyt

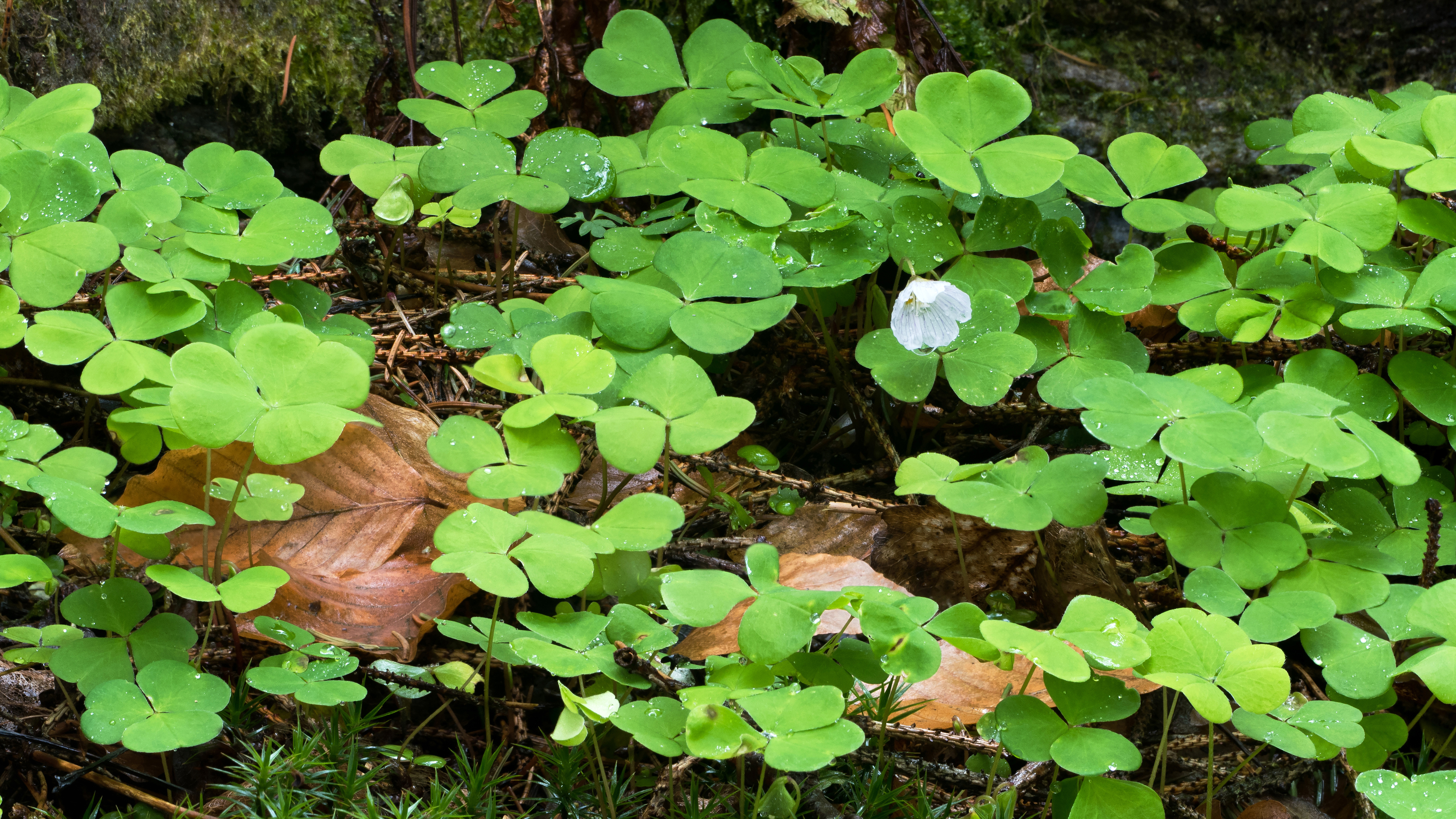
Šťavel kyselý

Kyselé bučiny jsou nejčastěji se vyskytujícím typem bučin, proto je lze v malé míře nalézt prakticky po celém území ČR (pokud je nadmořská výška dané oblasti nad 500 m). Ojediněle je lze najít dokonce i v nižších polohách v inverzních údolích, např. na Skryjských jezírkách v nadmořské výšce 272 m.
Kyselé bučiny se vyskytují na kyselých substrátech od středních poloh až do hor. Nahé bučiny se mohou v rámci monokulturního hospodaření (stejnověké, mladé a husté bukové porosty) vyskytnout i na neutrálním nebo zásaditém substrátu. Kyselé bučiny jsou nejčastější v jižní a severozápadní části Čech, v oblasti pohraničního krystalinika a vyšších partií moldanubika. Z významnějších oblastí jde především o Šumavu, Novohradské hory, Český les, Lužické hory a Krušné hory. Vnitrozemské kyselé bučiny lze najít především v Brdech a Píseckých horách.
Kyselé bučiny přecházejí na prudkých svazích s mělkou půdou (popř. dokonce obnaženým skalním podložím) především v bory. Pokud jsou prudké svahy humóznější (přirozeně na sutích nebo vlivem eutrofizace lidskou činností), přechází kyselé bučiny v suťové lesy s nitrofyty. V nadmořských výškách nad 800 m, kde chybí charakteristické bylinné druhy suťových lesů, se charakter suťových lesů velice blíží kyselým bučinám s vyšším podílem klenu.

## Současnost

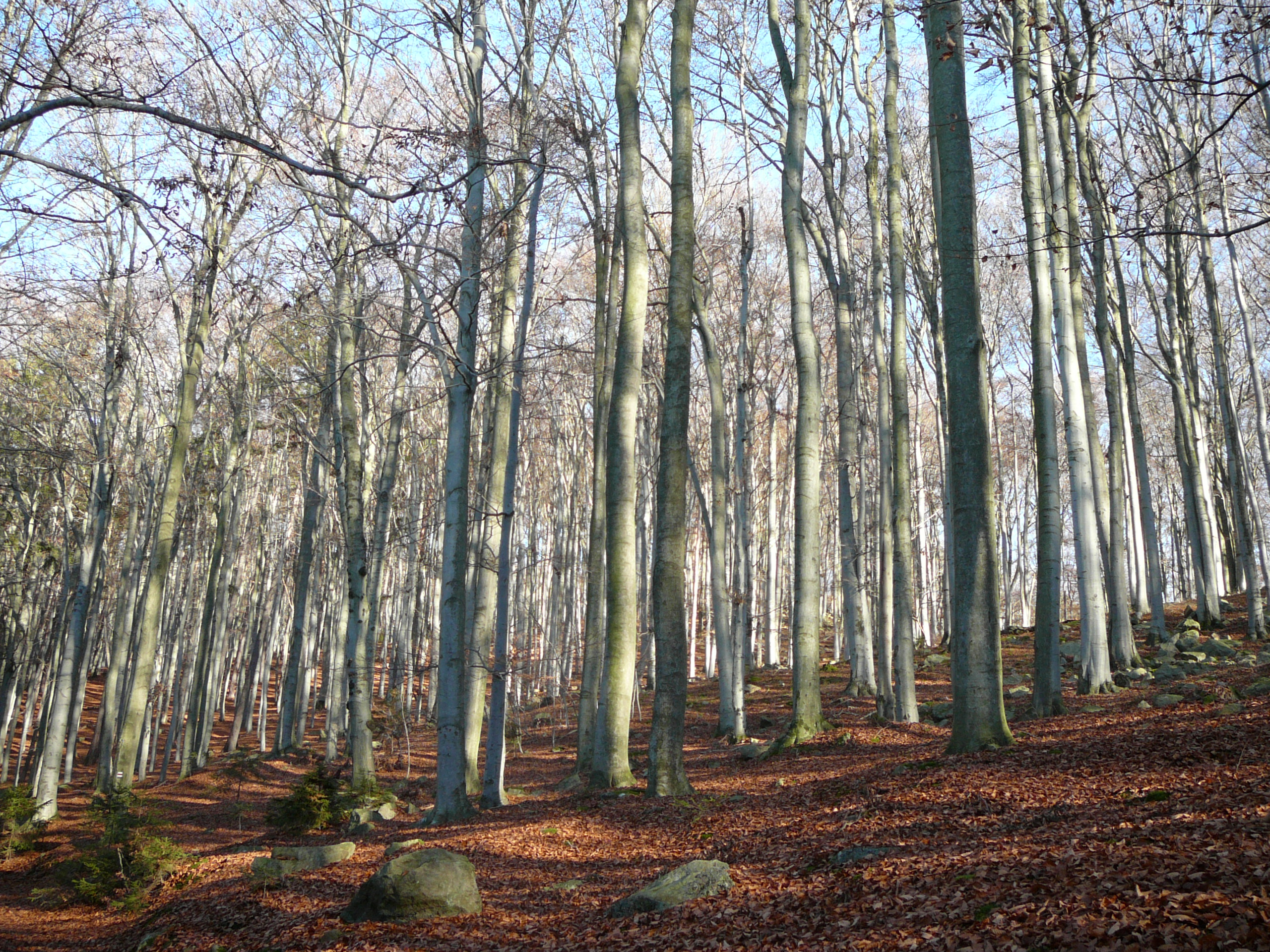
Kyselá bučina pod vrcholem Velkého Blaníku

Většina kyselých bučin byla přeměněna v 18. a 19. století na smrkové, popř. borové monokultury. Dnes se kyselé bučiny zachovaly především v méně přístupných místech, popř. ve formě melioračních dřevin jsou vysazovány mezi jehličnaté monokultury. Díky pěstování dřevin ve stejnověkých porostech se ve větší míře, než tomu bylo v minulosti, objevily i nahé bučiny jakožto mladé stadium jiných druhů bučin (tyto nahé bučiny tak vznikají i na místech, kde by se přirozeně kyselé bučiny nevyvinuly).
Určitý rozvoj kyselých bučin na úkor ostatních druhů bučin podporuje i acidifikace půd vlivem kyselých dešťů, atmosférického znečištění a navýšení podílu jehličnatých dřevin s kyselým opadem v okolí. Tyto jevy způsobují snížení pH půdy na hodnoty 4 až 4,5, místy i slabě pod 4, což má za následek nejen přímý ústup druhů květnatých bučin (ty nesnáší kyselé pH), ale i zpomalování rozkladu bukového listí a tím omezení přístupu světla, které hájové druhy květnatých bučin ke svému růstu potřebují.

## Ochrana
Kyselé bučiny jsou chráněny v několika pralesních rezervacích, např. Žofínský prales, Hojná voda, spodní část Boubínského pralesa, Uhlířský vrch, Jezerka aj. Významný podíl bučin je v chráněných krajinných oblastech Šumava (již méně jich je v samotném národním parku) a Beskydy.